# Beggs (Oklahoma)
Beggs es una ciudad ubicada en el condado de Okmulgee en el estado estadounidense de Oklahoma. En el año 2010 tenía una población de 1321 habitantes y una densidad poblacional de 120,09 personas por km².

## Geografía
Beggs se encuentra ubicada en las coordenadas 35°45′20″N 96°02′17″O / 35.75556, -96.03806 (35.755595, −96.038052).

## Demografía
Según la Oficina del Censo en 2000 los ingresos medios por hogar en la localidad eran de $25,063 y los ingresos medios por familia eran $31,250. Los hombres tenían unos ingresos medios de $26,150 frente a los $22,143 para las mujeres. La renta per cápita para la localidad era de $12,191. Alrededor del 18,4% de la población estaban por debajo del umbral de pobreza.